# Нечитайло Олександр Вячеславович
Олександр Вячеславович Нечитайло (нар. 20 вересня 1973, Київ) — український дипломат. Надзвичайний і Повноважний Посол України в Китаї (з 7 квітня 2025).
Надзвичайний і Повноважний Посол України в Малайзії (18 червня 2016 — 4 травня 2022). Надзвичайний і Повноважний Посол України на Філіппінах (2 вересня 2017 року — 4 травня 2022, за сумісництвом).

## Біографія
Народився 20 вересня 1973 року в місті Київ. 1995 року закінчив Київський національний університет ім. Т.Шевченка, спеціальність — філолог (викладач української мови та літератури, китайської мови і літератури). Володіє англійською та китайською мовами.
З вересня 1995 року співробітник Управління країн Азіатсько-Тихоокеанського регіону, БСС і Африки МЗС України, потім працював у секретаріаті очільника МЗС України.
Працював радником посольства України в Малайзії (Куала-Лумпур), другим секретарем у посольстві України в Китаї (Пекін), другим секретарем у посольстві України в Індонезії (Джакарта).
З лютого 2016 до червня 2016 — в. о. директора Департаменту країн Азіатсько-Тихоокеанського регіону Міністерства закордонних справ України.
З 18 червня 2016 до 4 травня 2022 — Надзвичайний і Повноважний Посол України в Малайзії.
З 2 серпня 2017 до 4 травня 2022 року — Надзвичайний і Повноважний Посол на Філіппінах (за сумісництвом).
З 25 жовтня 2019 до 4 травня 2022 року — Надзвичайний і Повноважний Посол України в Демократичній Республіці Східний Тимор (Тимор-Лешті) за сумісництвом.
З 7 квітня 2025 — Надзвичайний і Повноважний Посол України в Китаї.

## Дипломатичний ранг
- Надзвичайний і Повноважний Посланник першого класу (2024)[10]